# Gruppo di intervento speciale

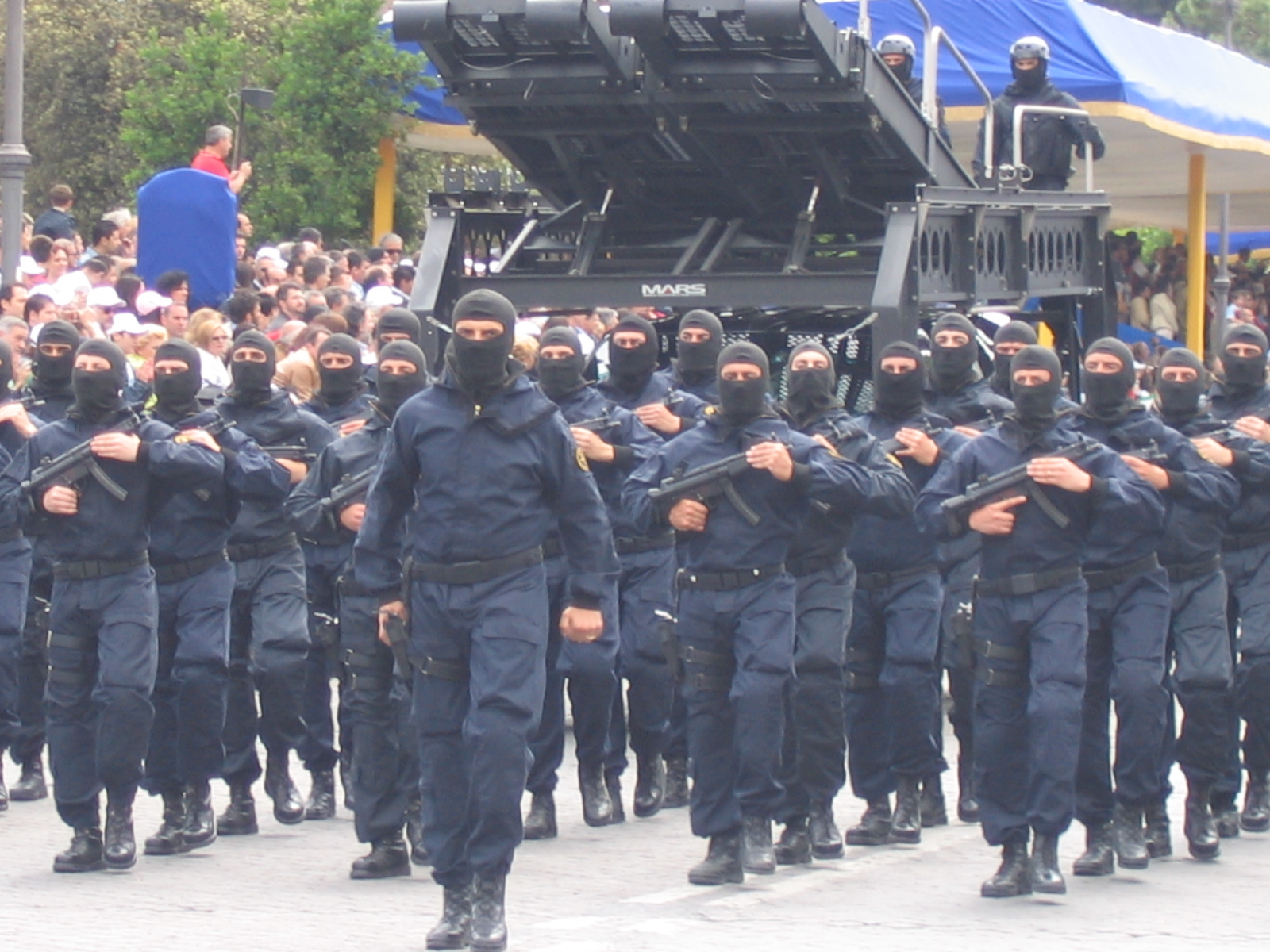
GIS under parad i Rom den 2 juni 2006.

Gruppo di intervento speciale (GIS) är en italiensk elitstyrka som bildades ur Carabinieri 1978 för att hantera det växande terroristhotet. 
Förbandet består av 100 man uppdelade i fyra avdelningar, bl.a. en prickskytte- och spaningsenhet. Alla kandidater kommer från 1:a Carabinieri-fallskärmsbataljonen Tuscania, och genomgår en tvåveckors urvalskurs. De som klarar den kursen går vidare till en 10 månader lång utbildning för att kvalificera sig som medlemmar. Nästan 40 procent av kandidaterna misslyckas. Utbildningen omfattar stridskjutningar, sprängtjänst och kampsporter.
GIS genomför nästan ständigt operationer mot den sicilianska maffian, Röda brigaderna och andra italienska eller internationella brottsorganisationer. Även om de flesta av GIS operationer sker utan allmänhetens kännedom utförde förbandet i maj 1997 en stormning av det 99 meter höga klocktornet på Markusplatsen i Venedig inför miljontals TV-tittare. Klocktornet var ockuperat av 10 italienska separatister som hade stormat det med ett bepansrat fordon som murbräcka. GIS-medlemmar sattes in från helikoptrar och på marken och lyckades avlägsna terroristerna med våld under en spektakulär aktion.